# Каплиця святих Петра і Павла (Шерешово)
Церква святих апостолів Петра і Павла (біл. Капліца Сьвятых Пятра і Паўла) — православний храм у Шерешово, зведений 1824 року. Пам'ятка дерев'яного зодчества з рисами архітектури класицизму. 

## Історія
Коли в 1760 році була побудована нова Пречистенська церква, старий будинок 1700 року побудови розібрали і перенесли на цвинтар на околиці містечка. У 1820—1824 роках ця церква була перебудована та освячена на честь святих апостолів Петра і Павла. 
Біля східної (вівтарної) стіни церкви знаходиться могила заслуженого професора Вільнюського університету Михайла Бобровського, який був настоятелем у місцевій парафіяльній церкві Різдва Богородиці. 
Влітку 1995 року храм загорівся від удару блискавки в сусіднє дерево, проте вогонь не встиг завдати значних пошкоджень. Після ремонту було встановлено новий престол. 
Церква діє, богослужіння проходять в день святих первоверховних апостолів Петра і Павла, а також в дні помину покійних. 

## Архітектура

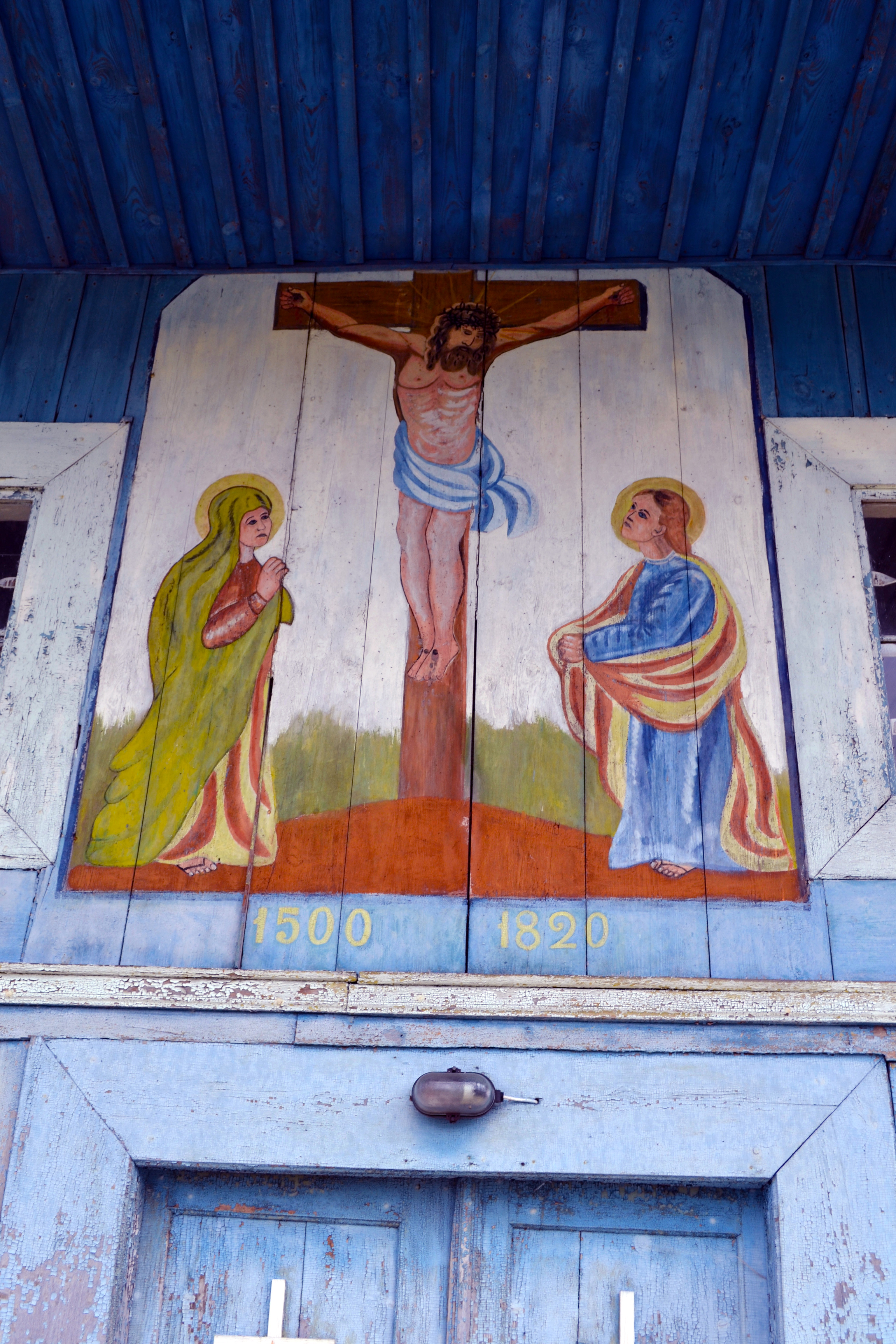
Розписи на головному фасаді

Однозрубна споруда з тригранною вівтарною апсидою, накрита двосхилим дахом з вальмами над вівтарем. Шість колон надають портику схожість з класицистичною. Головний фасад з трикутним фронтоном, на якому розташовані два ромбічні віконця, увінчаний двох'ярусною фігурною башточкою. Решта вікон прямокутні. 
В оздобленні храму використані поліхромне забарвлення, декоративна облицювання, розпис на релігійні сюжети. 
Інтер'єр зальний. Склепіння пласкі.